# Circonscription de Dráma
La circonscription de Dráma (en grec Εκλογική περιφέρεια Δράμας) est une circonscription législative de la Grèce. Elle correspond au territoire du nome de Dráma. Elle compte 117 674 électeurs inscrits en janvier 2015.

Situation de la circonscription de Dráma

## Élections législatives de mai 2012

### Résultats
La circonscription de Dráma élit trois députés en mai 2012. Les élections ont lieu au scrutin proportionnel plurinominal avec prime majoritaire et un seuil de représentation de 3 % des suffrages exprimés au niveau national.
68 949 électeurs se sont exprimés sur 118 940 inscrits, soit un taux de participation de 57,97 %. Parmi les vingt-trois listes candidates, trois listes obtiennent chacune un siège dans la circonscription.
| Rang | Liste                              | Nombre de voix | Pourcentage des voix | Nombre de sièges |
| ---- | ---------------------------------- | -------------- | -------------------- | ---------------- |
| 1    | Nouvelle Démocratie                | +17 283,       | 25,68 %              | 1                |
| 2    | Mouvement socialiste panhellénique | +11 944,       | 17,75 %              | 1                |
| 3    | Grecs indépendants                 | +08 209,       | 12,20 %              | 1                |
| 4    | SYRIZA                             | +06 709,       | 9,97 %               | 0                |
| 5    | Parti communiste de Grèce          | +03 924,       | 5,83 %               | 0                |
| 6    | Aube dorée                         | +03 425,       | 5,09 %               | 0                |
| 7    | Gauche démocrate                   | +03 337,       | 4,96 %               | 0                |

### Députés

#### Nouvelle Démocratie
La liste de la Nouvelle Démocratie est en tête et obtient un siège.
| Rang | Nom                  | Nombre de voix |
| ---- | -------------------- | -------------- |
| 1    | Dimítrios Kyriazídis | +6 302,        |

#### Mouvement socialiste panhellénique
La liste du Mouvement socialiste panhellénique est deuxième et obtient un siège.
| Rang | Nom              | Nombre de voix |
| ---- | ---------------- | -------------- |
| 1    | Christos Aïdonis | +4 399,        |

#### Grecs indépendants
La liste des Grecs indépendants est troisième et obtient un siège.
| Rang | Nom                | Nombre de voix |
| ---- | ------------------ | -------------- |
| 1    | Nikolaos Smoloktos | +2 271,        |

## Élections législatives de juin 2012

### Résultats
La circonscription de Dráma élit trois députés en juin 2012. Les sièges sont répartis à l'issue d'un scrutin proportionnel plurinominal avec prime majoritaire entre les listes ayant obtenu au moins 3 % des suffrages exprimés au niveau national.
66 031 électeurs se sont exprimés sur 118 626 inscrits, soit un taux de participation de 55,66 %. Parmi les dix-huit listes candidates, trois listes obtiennent au moins un siège dans la circonscription.
| Rang | Liste                              | Nombre de voix | Pourcentage des voix | Nombre de sièges |
| ---- | ---------------------------------- | -------------- | -------------------- | ---------------- |
| 1    | Nouvelle Démocratie                | +23 390,       | 35,81 %              | 1                |
| 2    | SYRIZA                             | +11 383,       | 17,43 %              | 1                |
| 3    | Mouvement socialiste panhellénique | +10 952,       | 16,77 %              | 1                |
| 4    | Grecs indépendants                 | +06 564,       | 10,05 %              | 0                |
| 5    | Aube dorée                         | +03 815,       | 5,84 %               | 0                |
| 6    | Gauche démocrate                   | +03 347,       | 5,12 %               | 0                |
| 7    | Parti communiste de Grèce          | +01 456,       | 2,23 %               | 0                |

### Députés

#### Nouvelle Démocratie
La liste de la Nouvelle Démocratie est en tête et obtient un siège.
| Rang | Nom                  |
| ---- | -------------------- |
| 1    | Dimítrios Kyriazídis |

#### SYRIZA
La liste de la SYRIZA est deuxième et obtient un siège.
| Rang | Nom                   |
| ---- | --------------------- |
| 1    | Chrístos Karayannídis |

#### Mouvement socialiste panhellénique
La liste du Mouvement socialiste panhellénique est troisième et obtient un siège.
| Rang | Nom              |
| ---- | ---------------- |
| 1    | Christos Aïdonis |

## Élections législatives de janvier 2015

### Résultats
La circonscription de Dráma élit trois députés en janvier 2015. Les sièges sont répartis à l'issue d'un scrutin proportionnel plurinominal avec prime majoritaire entre les listes ayant obtenu au moins 3 % des suffrages exprimés au niveau national.
65 146 électeurs se sont exprimés sur 117 674 inscrits, soit un taux de participation de 63,725 %. Parmi les dix-sept listes candidates, trois listes obtiennent au moins un siège dans la circonscription.
| Rang | Liste                              | Nombre de voix | Pourcentage des voix | Nombre de sièges |
| ---- | ---------------------------------- | -------------- | -------------------- | ---------------- |
| 1    | Nouvelle Démocratie                | +21 989,       | 34,51 %              | 1                |
| 2    | SYRIZA                             | +17 010,       | 26,69 %              | 1                |
| 3    | La Rivière                         | +05 314,       | 8,34 %               | 1                |
| 4    | Mouvement socialiste panhellénique | +04 626,       | 7,26 %               | 0                |
| 5    | Aube dorée                         | +03 816,       | 5,99 %               | 0                |
| 6    | Grecs indépendants                 | +03 218,       | 5,05 %               | 0                |
| 7    | Parti communiste de Grèce          | +01 940,       | 3,04 %               | 0                |

### Députés
La répartition des sièges au sein de chaque liste élue dépend du nombre de voix obtenues individuellement par chaque candidat, suivant le système du vote préférentiel. Dans la circonscription de Dráma, les listes peuvent comporter jusqu'à cinq candidats. Les électeurs peuvent exprimer un vote préférentiel pour l'un des candidats sur la liste pour laquelle ils votent.

#### Nouvelle Démocratie
La liste de la Nouvelle Démocratie est en tête et obtient un siège.
| Rang | Nom                  | Nombre de voix |
| ---- | -------------------- | -------------- |
| 1    | Dimitrios Kyriazidis | +7 003,        |

#### SYRIZA
La liste de la SYRIZA est deuxième et obtient un siège.
| Rang | Nom                    | Nombre de voix |
| ---- | ---------------------- | -------------- |
| 1    | Christos Karagiannidis | +5 328,        |

#### La Rivière
La liste de La Rivière est troisième et obtient un siège.
| Rang | Nom                | Nombre de voix |
| ---- | ------------------ | -------------- |
| 1    | Kyriakos Harakidis | +05 314,       |